# Centre de morphologie mathématique
Pour les articles homonymes, voir CMM.
Le Centre de morphologie mathématique est un centre de recherche du département Mathématiques et Systèmes de l'École des mines de Paris, en France. Les activités de recherche du centre, souvent motivées par des applications industrielles, portent sur l'analyse d'images et la morphologie mathématique.
Le centre a été créé en 1967. En 1979, il a été renommé Centre de géostatistique et de morphologie mathématique. En 1986, les activités relatives à la géostatistique ont été transférées à un centre indépendant (Centre de géostatistique).
Le centre de recherche a développé la librairie XLim qui a été utilisée pour développer le logiciel Aphelion en 1999.
Le Centre de morphologie mathématique est situé à Fontainebleau, en France.